# Шумска шева
Шумска шева (лат. Lullula arborea) једина је постојећа врста из рода шева Lullula. Налази се широм већег дела Европе, Блиског истока, западне Азије и планина северне Африке. Углавном је стална немиграторна врста на западу свог ареала, али источне популације ове птице певачице су миграторније, крећући се даље на југ зими.
Постоје две подврсте шумске шеве, Lullula arborea arborea и Lullula arborea pallida. Прва је пореклом из северних региона Европе, док се друга може наћи на југу ареала шумске шеве. Њихова исхрана се углавном састоји од семенки, али укључује и инсекте током периода гнежђења. Релативно мала птица, шумска шева је дугачка између 13,5-15 цм и отприлике 20% краћа од пољске шеве (Alauda arvensis). То је смеђа птица са бледом доњом страном и белим врхом репа.

## Таксономија
Шумску шеву је описао шведски природњак Карл фон Лине 1758. године у десетом издању своје Systema Naturae и дао јој биномско име Alauda arborea. Ово биномско име је идентично латинском имену које је 1676. године користио енглески орнитолог Франсис Вилугби у својој књизи „Ornithologiae libri tres“. Шумска шева се сада сврстава у род Lullula који је увео немачки природњак Јохан Јакоб Кауп 1829. године. Тренутни назив рода је ономатопејски, од француске речи „Lulu“, имена које је птици дао Жорж Луј Леклер де Бифон. Француски назив, Alouette lulu, и научни назив, Lullula arborea, изведени су из звука њене песме. Специфични ентитет arborea потиче од латинског arbor, arboris, што значи „дрво“.

### Подврсте
Постоје две подврсте шумске шеве:
- Lullula arborea arborea Северна шумска шева, (Linnaeus, 1758) - Налази се од северне, западне и централне Европе до западне Русије и Украјине.
- Lullula arborea pallida Јужна шумска шева, (Zarudny, 1902) - Распрострањена је од јужне Европе и северозападне Африке преко Блиског истока до Ирана и Туркменистана, Крима и Кавказа.

## Опис
Ово је птица дугачка 13,5-15 цм, нешто мања од пољске шеве, јер је отприлике 20% краћа. Шумска шева је углавном смеђе боје одозго и бледе одоздо, али са карактеристичним белим надочним перјем који се спаја на потиљку. Има гребен који је прилично мали и најчешће неупадљив. У лету показује кратак реп и кратка широка крила. Реп је оивичен белим врхом, али за разлику од пољске шеве, бочне стране репа и задња ивица крила нису оивичене белим бојом.
Птица певачица, шумска шева има мелодичну песму која се ономатопејски често описује као "лу-лу-лу" или, тачније, као „серијски "лу-лу-лу-лу-лу“, "тоолооеет тоолооеет тоолооеет".

## Распрострањеност и станиште
Налази се углавном у Европи, планинама северне Африке и западне Азије, шумска шева је присутна на већем делу свог подручја. У Европи, птица се наћешће налази на пешчаним вресиштима Белгије, где је њена густина била 7,5 парова по квадратном километру 1988. године. Исте године, густина у Источној Немачкој кретала се од 0,29 до 5,0 парова по км² и између 0,1 и 0,25 парова по км² у јужној Енглеској, при чему су оптималнија станишта била гушће насељена. Међутим, популације су варирале широм Европе током 1990-их и 2000-их година и актуелнији подаци о густини насељености нису доступни. Ареал шумске шеве обухвата Енглеску на западу, делове северног Египта на југу, Иран и Туркменистан на истоку и Скандинавско полуострво на северу. Смањење популација је последица смањења ареала шумске шеве, на пример, у Британији се некада гнездила у Велсу и централној Енглеској, али се сада налази само у јужној Енглеској. Унутар свог ареала углавном је станарица на западном подручју, док источне популације мигрирају на југ током зиме.
Природно станиште шумске шеве је вресиште и отворени простори ретко насељени дрвећем. Више воле пропланке у боровим шумама и вресиштима, као и недавно засађена подручја са младим боровима. Експериментални рад је показао да годишње узнемиравање тла може повећати бројност шумске шеве у низијским травнатим вресиштима. Шумска шева се такође ређе може наћи у урбаним подручјима. На пример, 1950. године пар је забележен на главном путу близу Патни Хита у Лондону. 

## Понашање и екологија

### Гнежђење
Гнездо је обично направљено од траве, папрати, корења и маховине и изграђено је у удубљењу на земљи. Гнежђење почиње рано, понекад са првим јајима положеним пре краја марта. Обично се полаже између три и пет јаја. Женка ће инкубирати јаја, која су беличаста са смеђим мрљама, 13 до 15 дана. Оба родитеља ће затим хранити младунце у гнезду, а птићи напуштају гнездо након додатних 11 до 13 дана. Породице остају заједно током лета и јесени. Сваке године ће се узгајати два, понекад и три легла.

### Исхрана и храњење
Као и многе птице из породице шева, шумска шева је првенствено вегетаријанка као одрасла јединка, али током сезоне гежђења једе и инсекте средње величине. Исхрана се углавном састоји од семенки и инсеката као што су бубе, муве и мољци. Током сезоне гнежђења, женка инкубира јаја у периодима од приближно 45 минута и интервалима храњења од осам минута.

### Претње
Популације шумске шеве широм Европе су у опадању, а ареали распрострањености се последњих година смањују. Сматра се да је губитак станишта главни допринос овоме, при чему се суви травњаци, угари, низијске вресишта и пашњаци губе због пољопривреде, напуштања и развоја широм Северне Европе. Сматра се да су недавни шумски пожари у Енглеској такође оштетили популацију шумске шеве, при чему су уништена нека заштићена станишта.

## У култури
Teevo cheevo cheevio chee:

O where, what can tháat be? 

Weedio-weedio: there again! 

So tiny a trickle of sóng-strain; 

And all round not to be found

For brier, bough, furrow, or gréen ground 

Before or behind or far or at hand 

Either left either right 

Anywhere in the súnlight. 

Well, after all! Ah but hark—

‘I am the little wóodlark.

"The Woodlark" by Gerard Manley Hopkins
Шумска шева је обележена у делима два велика песника. „Шумска шева“, коју је написао Џерард Менли Хопкинс, одступа од стандардне традиције британске поезије природе покушавајући да транслитерује птичју песму у измишљене речи.
Шкотски песник Роберт Бернс је писао о „уметности топљења“ птице у својој песми „Шумској шеви“. Пошто тренутно у Шкотској нема шумских шева, а Бернс никада није путовао јужно од Карлајла, многи су спекулисали да Бернс никада није дошао у контакт са птицом и да је заправо писао о шумској трептељки (Anthus trivialis), која се у Шкотској обично називала шумском шевом. Сматра се да је песма шумске шеве такође мелодична док Бернсова песма има „основни осећај туге“ који се може приписати лењом звуку на крају песме шумске трептељке. Међутим, шумска шева је повремено виђена у Шкотској и могуће је да је Бернс писао о овој птици. Ово је поткрепљено записом свештеника из Клинике, Пертшир, у Старом статистичком извештају, који гласи: „Чују се звуци шумске шеве, дивни дуж обала Лунана у пролеће и јесен; њена ноћна песма има замирујући ритам посебно мелодичан и често је погрешно сматрана песмом Филомела [славуја].“

## Статус
У Европи је 2004. године процењено да је гнездећа популација шумских шева бројала 1,3 милиона до 3,3 милиона гнездећих парова. Европа чини 75-94% светске популације, што значи између 4,15 милиона и 13,2 милиона јединки шумске шеве у њеном светском ареалу. Популације шумске шеве су варирале широм Европе, а конкретне бројке доступне за Британију показују те флуктуације. Процењује се да је 1981. године у Енглеској било присутно 400 гнездећих парова. Серија систематских националних истраживања пронашла је 241 пар 1986. године, што се повећало на 1.633 пара 1997. године, након чега је уследило повећање од 88% на 3.064 пара 2007. године. Шумска шева је категорисана на Црвеној листи угрожених врста IUCN-а као најмање угрожени таксон, што значи да тренутно није у опасности од изумирања.